# Anthony Steffen
Anthony Steffen, właściwie Antônio Luiz de Teffé von Hoonholtz (ur. 21 lipca 1929 w Rzymie, zm. 4 czerwca 2004 w Rio de Janeiro) – włosko-brazylijski aktor filmowy i telewizyjny, najlepiej znany z udziału w filmach klasy B, szczególnie spaghetti westernach, w których grał od połowy lat 60. do wczesnych lat 70.

## Życiorys

### Wczesne lata
Urodził się w Rzymie jako syn dyplomaty w Ambasadzie Brazylii Manoel de Teffé von Hoonholtz. Jego rodzina wywodziła się z rodu hrabiego (von Hoonholtz) i pochodziła z Prus. Jego pradziadek Antonio Luis von Hoonholtz (1837–1931) był baronem Tefé. Miał brata Federico i siostrę Melissę. Jeszcze jako 14-latek wraz z partyzantami walczył w czasie II wojny światowej przeciwko nazistom.

### Kariera
Swoją pracę na planie filmowym rozpoczął jako posłaniec studia, którym kierował Vittorio De Sica. W swojej karierze grał w wielu filmach z gatunku spaghetti western. Występował z takimi amerykańskimi i włoskimi gwiazdami kina jak Sophia Loren, Gina Lollobrigida, Claudia Cardinale, Giuliano Gemma, Franco Nero, Gian Maria Volonté, Lee Majors, Karen Black, Margaux Hemingway, Marisa Berenson i James Franciscus.
Na początku lat 80. przeniósł się do Rio de Janeiro, gdzie 4 czerwca 2004 zmarł na raka w wieku 74 lat.

## Filmografia
- 1953: Spotkamy się przy muzeum (Ci troviamo in galleria)
- 1955: Opuszczeni (Gli sbandati) jako Carlo
- 1956: Beatrice Cenci jako Giacomo Cenci
- 1957: La trovatella di Pompei jako Giorgio
- 1959: Ragazzi del Juke-Box jako Paolo Macelloni
- 1963: Ostatnie dni Sodomy i Gomory (Sodom and Gomorrah) jako kapitan
- 1965: Ostatni Mohikanin (Der Letzte Mohikaner) jako Falkenauge
- 1965: Perché uccidi ancora jako Steve McDougall
- 1966: 7 dollari sul rosso jako Johnny Ashley
- 1968: Nieznajomy w Paso Bravo (A Stranger in Paso Bravo) jako Gary Hamilton
- 1968: Il pistolero segnato da Dio jako Roy Kerry
- 1969: Django il bastardo jako Django
- 1970: Un uomo chiamato Apocalisse Joe jako Joe Clifford
- 1971: W Django! jako Django
- 1972: Sette scialli di seta gialla jako Peter Oliver
- 1973: Sedici anni jako Sergio
- 1974: Zamordowana młoda dziewczyna (La jeune fille assassinée) jako książę Sforza
- 1975: Dallas jako Dallas
- 1979: Zabójcza ryba (Killer Fish) jako Max
- 1980: Orinoco: Prigioniere del sesso jako Juan Laredo